# Walter Stillman Martin
Walter Stillman Martin, född 1842, död 1935, var en tonsättare utbildad på Harvard. Av engelska psalmers tonsättningar är de mest kända "God will take care of you", "One of God's Days", "Going Home" och "The Old-fashioned Way". Han finns representerad i svenska psalmböcker, men inte i Den svenska psalmboken 1986. Gift med psalmförfattaren Civilla Durfee Martin.

## Psalmer
- Var ej bekymrad vad än som sker, tonsättning 1904 av Civilla Martins text.